# André Dominé
Pour les articles homonymes, voir Dominé.
André Dominé, né en 1946, est un journaliste allemand et un expert en vins.

## Biographie
Il est auteur et éditeur des nombreux livres sur le vin et de la gastronomie, ainsi que le correspondant de plusieurs magazines de vin et de gastronomiques dans le Sud de la France. Il s'est installé en 1981 dans un village de vignerons du Midi-Pyrénées. Son premier ouvrage et chef-d'œuvre sur le vin, initialement éditée en Allemagne, est publiée en 1986.

## Œuvre
- Trunken vom Roussillon, éd. Tramontane, 1987
- Die Kunst des Aperitif. Rezepte, Getränke, Philosophie Weingarten, 1989
- Culinaria Frankreich: Französische Spezialitäten, 1998; Ullmann/Tandem, 2004;2013
- Rotwein, Feierabend Verlag, 2003
- Weisswein, Feierabend Verlag, 2003
- Alles über Wein, Krone, 2004
- Culinaria Europa, Ulmann/Tandem 2004
- Wein, Ullmann/Tandem, 2004
- Weinlandschaften der Welt, Feierabend Verlag, 2005

Deux ouvrages auxquels André Dominé a participé: 
- Le Vin rouge, texte d'André Dominé, photographies de Armin Faber et Thomas Pothmann, Feierabend éditeur (2003),
- Europe à la carte, Un voyage culinaire, André Dominé, Joachim Römer, Michaël Ditter (éditeurs), Günter Beer (photos), Peter Feiraband (mise en page), Christine Westphal (rédaction), Köneman (éditeur)1999. André Dominé est l'auteur des pages France.

## Honneurs et décorations
- 2001 : Prix du Champagne Lanson